# بیستمین دوره جشنواره بین‌المللی فیلم فجر
بیستمین دوره جشنواره فیلم فجر در بهمن ۱۳۸۰ در تهران برگزار شد.

## برگزیدگان
- فیلم برگزیده تماشاگران: ارتفاع پست (ابراهیم حاتمی‌کیا)
- جایزه ویژه هیئت داوران: کاغذ بی خط (ناصر تقوایی)
- جایزه ویژه: ناصر رفایی (امتحان)

### دیپلم افتخار
- بهترین بازیگر نقش اول مرد: حمید جبلی (خواب سفید)
- بهترین بازیگر نقش اول زن: گوهر خیراندیش برای فیلم (ارتفاع پست)
- بهترین بازیگر نقش دوم مرد: حسن شیدایی (آرزوهای زمین)
- بهترین بازیگر نقش دوم زن: مهتاب نصیرپور (من، ترانه ۱۵ سال دارم)

### سیمرغ بلورین
| سیمرغ بلورین بهترین فیلم | سیمرغ بلورین بهترین کارگردانی |
| --- | --- |
| - خانه‌ای روی آب – بهمن فرمان آرا - ارتفاع پست – منوچهر محمدی - قارچ سمی – رسول ملاقلی‌پور - کاغذ بی خط - ناصر تقوایی - من، ترانه ۱۵ سال دارم - رسول صدرعاملی                                 | - رسول صدرعاملی – من ترانه ۱۵ سال دارم - بهمن فرمان آرا - خانه‌ای روی آب - ابراهیم حاتمی‌کیا - ارتفاع پست - داریوش مهرجویی - بمانی - ناصر تقوایی - کاغذ بی خط                                                                          |
| سیمرغ بلورین بهترین بازیگر نقش اول مرد | سیمرغ بلورین بهترین بازیگر نقش اول زن |
| - رضا کیانیان – خانه‌ای روی آب در نقش دکتر رضا سپیدبخت - حمید فرخ‌نژاد – ارتفاع پست در نقش قاسم - خسرو شکیبایی – کاغذ بی خط در نقش جهانگیر - حمید جبلی - خواب سفید - جمشید هاشم‌پور - قارچ سمی | - ترانه علیدوستی – من ترانه ۱۵ سال دارم در نقش ترانه - لیلا حاتمی – ایستگاه متروک در نقش - هدیه تهرانی - کاغذ بی خط در نقش رؤیا - میترا حجار - قارچ سمی - گلچهره سجادیه - نگین - کتایون ریاحی - شام آخر                              |
| بهترین بازیگر نقش دوم مرد | بهترین بازیگر نقش دوم زن |
| - عزت‌الله انتظامی – خانه‌ای روی آب در نقش پدر دکتر سپیدبخت - حسین شیدایی - آرزوهای زمین - حسین محجوب - من، ترانه ۱۵ سال دارم - حبیب رضایی - بمانی                                            | - بهناز جعفری – خانه‌ای روی آب در نقش مژگان احدی - بیتا فرهی – خانه‌ای روی آب در نقش خانم طالقانی - رؤیا تیموریان – قارچ سمی در نقش - گوهر خیراندیش - ارتفاع پست (دیپلم افتخار) - مهتاب نصیرپور - من، ترانه ۱۵ سال دارم (دیپلم افتخار) |
| سیمرغ بلورین بهترین فیلمنامه | سیمرغ بلورین بهترین موسیقی متن |
| - من ترانه ۱۵ سال دارم – کامبوزیا پرتوی، رسول صدرعاملی - خانه‌ای روی آب – بهمن فرمان‌آرا - قارچ سمی – رسول ملاقلی‌پور                                                                          | - قارچ سمی – ناصر چشم‌آذر - آرزوهای زمین – فریدون شهبازیان |
| بهترین صداگذاری | بهترین صدابرداری |
| - سفر به فردا – محمدرضا دلپاک | - امتحان – یدالله نجفی، ناصر شکوهی‌نیا |
| بهترین طراحی صحنه و لباس | سیمرغ بلورین بهترین فیلم‌برداری |
| - خانه‌ای روی آب – ژیلا مهرجویی - قارچ سمی – علی فداکار | - ایستگاه متروک – محمد آلادپوش - مزاحم – علی الهیاری |
| بهترین چهره‌پردازی | بهترین |
| - من، ترانه ۱۵ سال دارم – علی عابدینی - ارتفاع پست – مهرداد میرکیانی | |
| سیمرغ بلورین بهترین تدوین | سیمرغ بلورین بهترین جلوه‌های ویژه |
| - قارچ سمی – بهرام دهقان | - قارچ سمی – محمدرضا شرف‌الدین - ارتفاع پست – جواد شریفی‌راد |
| جایزه ویژه هیئت داوران | بهترین فیلم از نگاه تماشاگران |
| - امتحان – ناصر رفایی | - ارتفاع پست - منوچهر محمدی |

## بخش بین‌الملل (جشنواره جهانی)
- دیپلم افتخار بهترین فیلم: فیلم خانه ای روی آب به به کارگردانی و تهیه کنندگی بهمن فرمان آرا

## بزرگداشت‌ها
- امیرحسین اثباتی - طراح صحنه و لباس
- ملک‌جهان خزاعی - طراح صحنه و لباس
- ایرج رامین‌فر - طراح صحنه و لباس
- محسن شاه‌ابراهیمی - طراح صحنه و لباس
- حسن فارسی - طراح صحنه و لباس
- عبدالحمید قدیریان - طراح صحنه و لباس
- مجید میرفخرایی - طراح صحنه و لباس
- کیانوش عیاری - نویسنده و کارگردان
- گلچهره سجادیه - بازیگر
- پرویز پرستویی - بازیگر